# 石井定彦
石井 定彦（いしい さだひこ、1848年（嘉永元年3月） - 1934年（昭和9年）2月4日）は、日本の政治家。衆議院議員（1期）。

## 経歴
讃岐国三野郡(のち香川県三豊郡本山村→豊中村→豊中町、現・三豊市)生まれ。漢学を学ぶ。小学校教員、愛媛県会議員、大区会議員、同議長、戸長、村農会長、香川県教育会商議員、同副議長となる。
1890年の第1回衆議院議員総選挙において香川5区から立憲改進党所属で立候補するが落選した。1892年の第2回衆議院議員総選挙では議員集会所から立候補して当選した。1894年3月の第3回衆議院議員総選挙では立憲改進党から立候補して落選した。同年9月の第4回衆議院議員総選挙でも落選した（立憲改進党）。衆議院議員を1期務めた。1934年に死去した。